# Krakowski Kwintet Dęty i Goście
Krakowski Kwintet Dęty i Goście / Cracow Wind Quintet and Friends albo Górecki, Łukaszewski: Krakowski Kwintet Dęty i Goście – album muzyki kameralnej różnych kompozytorów (Alexander Zemlinsky, Paweł Łukaszewski, Artur Malawski, Krzesimir Dębski, Darius Milhaud, Mikołaj Górecki) wykonywany przez Krakowski Kwintet Dęty oraz ich gości, pianistkę Beatę Bilińską i saksofonistę Pawła Gusnara. Został wydany 11 marca 2019 przez DUX Recording Producers (nr kat. DUX 1566). Nominacja do Fryderyka 2020 w kategorii Album Roku Muzyka Kameralna.

## Lista utworów
| Krakowski Kwintet Dęty i Goście – 2019 | Krakowski Kwintet Dęty i Goście – 2019                                      | Krakowski Kwintet Dęty i Goście – 2019 | Krakowski Kwintet Dęty i Goście – 2019 |
| Nr                                     | Tytuł utworu                                                                | Muzyka                                 | Długość                                |
| -------------------------------------- | --------------------------------------------------------------------------- | -------------------------------------- | -------------------------------------- |
| 1.                                     | „Humoreske (Rondo)”                                                         | Alexander Zemlinsky                    | 4:12                                   |
| 2.                                     | „I Allegro” (Wind Quartet na obój, klarnet, fagot i saksofon)               | Paweł Łukaszewski                      | 2:01                                   |
| 3.                                     | „II Lento molto” (Wind Quartet na obój, klarnet, fagot i saksofon)          | Paweł Łukaszewski                      | 2:04                                   |
| 4.                                     | „III Moderato. Piu mosso” (Wind Quartet na obój, klarnet, fagot i saksofon) | Paweł Łukaszewski                      | 2:55                                   |
| 5.                                     | „Morskie Oko z cyklu Żywioły Tatr na kwintet dęty”                          | Artur Malawski                         | 4:39                                   |
| 6.                                     | „Cantabile in h”                                                            | Krzesimir Dębski                       | 4:41                                   |
| 7.                                     | „I Vif” (Scaramouche Suite for Saxophone and Wind Quintet)                  | Darius Milhaud                         | 3:17                                   |
| 8.                                     | „II Modéré” (Scaramouche Suite for Saxophone and Wind Quintet)              | Darius Milhaud                         | 4:18                                   |
| 9.                                     | „III Brazileira” (Scaramouche Suite for Saxophone and Wind Quintet)         | Darius Milhaud                         | 2:23                                   |
| 10.                                    | „Burlesca na flet, obój, klarnet, fagot, waltornię i fortepian”             | Mikołaj Górecki                        | 13:20                                  |
|                                        |                                                                             |                                        | 43:50                                  |